# Le Huron
Cet article concerne le journal français. Pour l'opéra comique français, voir Le Huron (opéra).
Le Huron était un journal français de gauche et pacifiste fondé par Maurice-Yvan Sicard.

## Polémique autour deVoyage au bout de la nuitet du Goncourt 1932
Le 16 mars 1933, Maurice-Yvan Sicard écrit dans Le Huron:

« On sait comment à l'admirable Voyage au bout de la nuit, fut doucement substitué le bouquin pommadé de Guy Mazeline, l'affaire, cette année encore fut menée par Dorgeles et les deux Rosny, dont l'un est sourd et l'autre certainement idiot… Chaque année la voix du Président de l'académie Goncourt est achetée au plus offrant »

Le président de l'Académie Goncourt, J.-H. Rosny aîné, et Roland Dorgelès, assignent Jean Galtier-Boissière - qui avait écrit dans Le Crapouillot un article de la même veine - et Sicard en correctionnelle.
Voici les jugements rendus :

« La 12e chambre du tribunal correctionnel de la Seine, présidée par M. Dullin, a rendu ses jugements dans les différents procès en diffamation intentés par M. Rosny aîné contre M. Ivan Sicard et M. Galtier-Boissière, qui avaient publié des articles qu'il jugeait à son égard diffamatoires, à la suite de l'attribution du prix Goncourt pour 1932.
Le tribunal a constaté que, dans deux des instances la prescription était acquise par suite du retard des assignations, qui avaient été délivrés après le délai de trois mois.
Par contre une troisième affaire, dans laquelle était seul en cause M. Sicard a été retenue par le tribunal et M. Sicard a été condamné à 200 francs d'amende et à 30 000 francs de dommages-intérêts envers le président de l'Académie Goncourt. »

Ce prix Goncourt 1932 a fait couler beaucoup d'encre : François Nourissier le qualifie de « scandale des Goncourt ».

## Liste des collaborateurs
- Paul Langlois, directeur de la revue.
- Charles Laisant, militant pacifiste, anarcho-syndicaliste et anarchiste[3].